# Jardin du Gymnase du Lycée Saint Joseph
Attenant au gymnase du lycée Saint-Joseph, le Jardin du Gymnase du Lycée Saint-Joseph est un lieu du Festival d'Avignon apparu en 2004 à l'initiative d'Hortense Archambault et Vincent Baudriller codirecteurs du festival d'Avignon de 2004 à 2013. Ce sont eux qui sont également à l'initiative du Théâtre des Idées lieu de débats, et de conférences qui se sont déroulés dix ans durant au gymnase Saint-Joseph et dont l'audience nombreuse se répandait dans les jardins attenants au gymnase.
La nuit, le lieu devient le Bar du Festival plus souvent appelé  Bar du In. Il s'agit d'une buvette-loundge dans un jardin aménagé et contenant en son centre une piscine hors d'état de marche et qui est utilisée comme une terrasse en creux. Le lieu est réservé aux troupes invitées du festival d'Avignon (Artistes et Techniciens) et à l'équipe complète du festival qui va des ouvreuses au directeur en passant par les permanents... Bien que l'on y entre uniquement muni d'un carton d'invitation, il est parfois possible, sans faire partie du festival, d'obtenir ce carton par parrainage et de pouvoir y pénétrer. Il est ainsi plaisant d'y boire un verre et de bavarder en toute décontraction avec un metteur en scène ou un comédien du festival ou encore avec un journaliste voire un politique.
Le bar du in est ouvert de 23h30 à 2h45 tous les soirs du festival. Le gymnase du lycée Saint-Joseph est également ouvert aux mêmes heures et se transforme pour l'occasion en mini discothèque.
Olivier Py, l'actuel directeur du festival, ne déroge pas à cette tradition et conserve le lieu (en 2014 il déplace juste le Théâtre des Idées sur le site Louis Pasteur en le renommant Les Ateliers de la pensée et en lui donnant, en 2015, plus d'ampleur : celui-ci étant devenu un lieu de paroles non stop de 11h00 à 19h00 durant toute la durée du festival.)